# 日本製鐵
日本製鐵（日语：／ nippon seitetsu）是日本一家大型鋼鐵公司，前身分別為新日本製鐵與住友金屬工業，為提升在全球市場的競爭力，兩家公司在2012年10月1日合併為「新日鐡住金」（／ shin nittetsu sumikin），2019年4月1日改為現名。旗下擁有8座一貫作業煉鋼廠，粗鋼產量為日本第一；全球产量排行在中国宝武钢铁集团（9,311.9万吨）及安賽樂米塔爾（8,980.9万吨）之后位居世界第三（4,705.0万吨）。
2023年12月18日，日本製鐵提出以141億美元的價格全資收購美国钢铁公司。雖然該收購於2025年1月3日被時任美國總統拜登否決。2025年6月13日，美國總統川普正式批准日鐵以149億美元的價錢收購美國鋼鐵公司，而上述兩家公司也跟美國簽署國家安全協議。

## 沿革

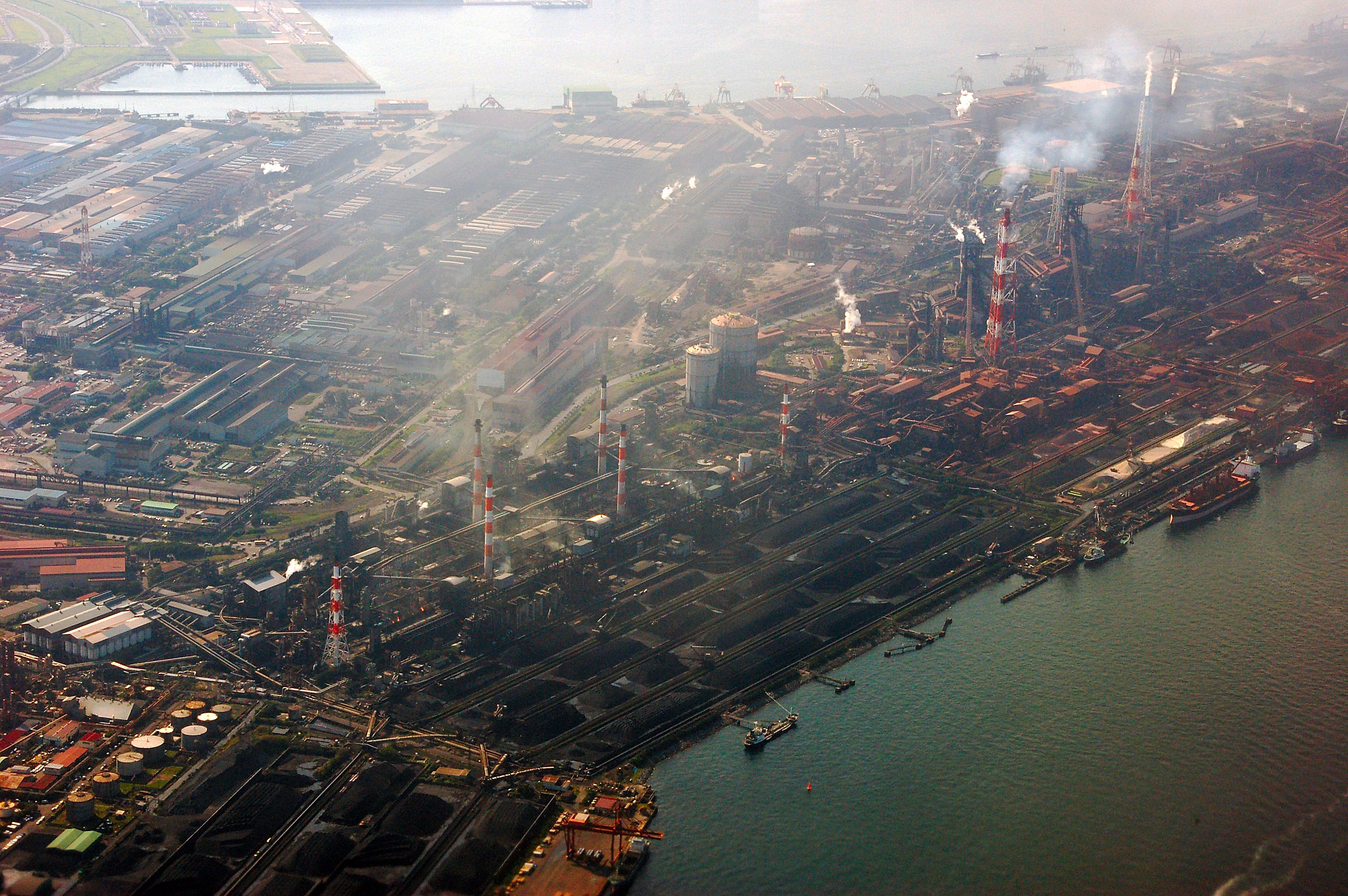
日本制铁东日本制铁所君津地区（千葉縣君津市）

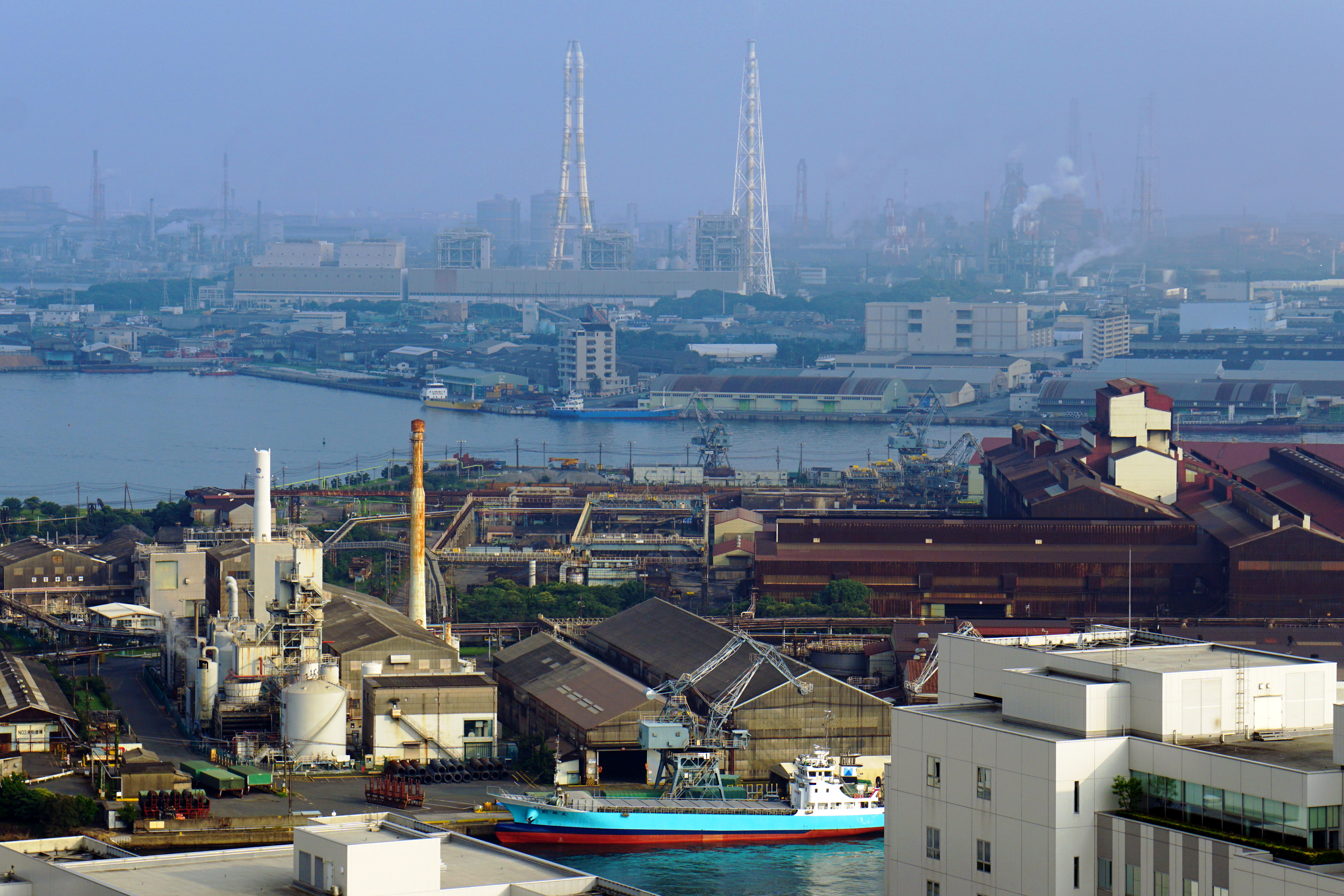
八幡製鐵所（福岡縣北九州市）

關於其前身企業的沿革，請參見新日本製鐵與住友金屬工業條目。
- 2011年（平成23年）2月：兩家公司發表合併基本計畫。
- 2011年5月：日本公正交易委員會進行1次審査。
- 2011年6月：日本公正交易委員會進行2次審査。
- 2011年9月：發表新公司名、合併比率。
- 2011年12月：日本公正交易委員會通過合併。
- 2012年（同24年）4月：發表合併契約。
- 2012年6月：兩家公司的股東大會通過合併。
- 2012年10月1日：新日本製鐵與住友金属工業正式合併，新日鐡住金成立。
- 2016年5月16日：新日鐵住金透過公開收購和日新製鋼（日语：日鉄日新製鋼）發行新股等方法，取得日新製鋼51%股權，新日鐵住金持有8.3%股權。新日鐵住金同時公布公司將更名為「日本製鐵」，但採用新字體的字，以與歷史上的「日本製鐵（日语：日本製鐵）」區別。
- 2019年4月1日：公司正式更名為日本製鐵。
- 2025年6月13日:日鐵完成收購美國鋼鐵公司的過程。[6][5][7][8][9][10]。

## 歴代会長・社長

### 社長一覧
1. 友野宏 - 2012年10月就任、2014年4月退任（副会長異動）
2. 進藤孝生 - 2014年4月就任、2019年4月退任（日本経団連副会長）
3. 橋本英二 - 2019年4月就任

### 会長一覧
1. 宗岡正二 - 2012年10月、2019年4月退任
2. 進藤孝生 - 2019年4月就任

## 外部連結
- （日語）（英文）（简体中文）日本製鐵 （页面存档备份，存于）